# Triplasis
Triplasis är ett släkte av gräs. Triplasis ingår i familjen gräs.
Kladogram enligt Catalogue of Life:
| Triplasis | \| \| Triplasis americana \| \| \| \| \| \| Triplasis purpurea \| \| \| \| |
|           | \| \| Triplasis americana \| \| \| \| \| \| Triplasis purpurea \| \| \| \| |
|           | Triplasis americana                                                        |
|           |                                                                            |
|           | Triplasis purpurea                                                         |
|           |                                                                            |

## Bildgalleri

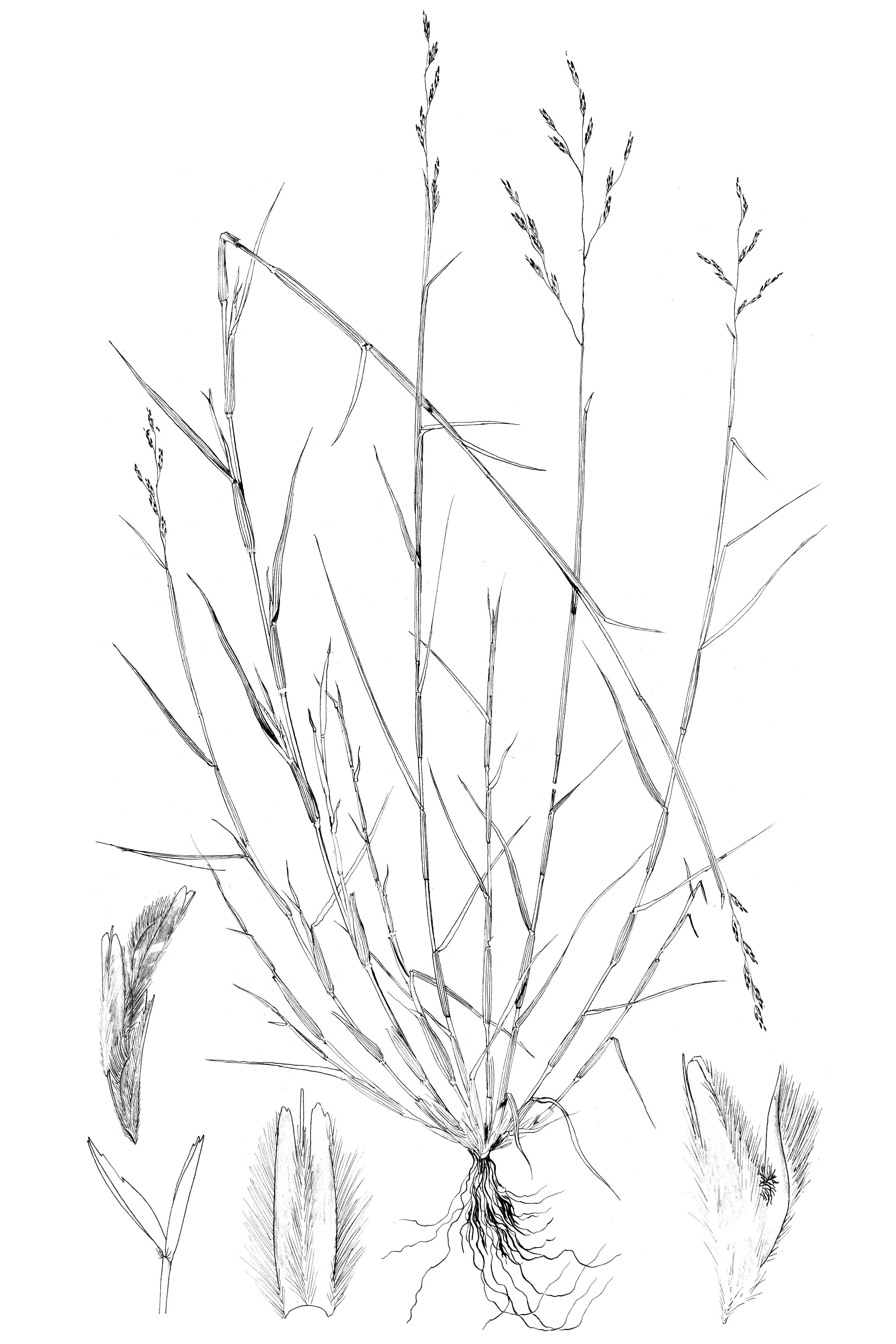